# Jake White
Jake White (nato Jacob Westerduin; Johannesburg, 19 marzo 1963) è un allenatore di rugby a 15 sudafricano, commissario tecnico degli Springbok che vinsero la Coppa del Mondo di rugby 2007 in Francia; dal 2020 è l'allenatore dei Bulls in Currie Cup.

## Biografia
Nato come Jacob Westerduin da genitori afrikaner, crebbe con la madre e il suo secondo marito, un anglofono, dal quale a 13 anni prese il cognome, White, contemporaneamente anglicizzando il proprio nome da Jacob in Jake.
Giovane rugbista alle scuole superiori, iniziò ad allenare prima ancora di diplomarsi; una volta laureatosi tornò nella sua scuola da insegnante e ivi allenò la prima squadra di rugby.
Tra le sue esperienze a livello di rugby provinciale figurano la rappresentativa giovanile dei Gauteng Lions e, a seguire, i Natal Sharks in Currie Cup; nel 2000 entrò nei ruoli tecnici della federazione sudafricana, occupandosi della conduzione delle rappresentative giovanili e della Nazionale A.
Da allenatore dell'Under-21 vinse il campionato mondiale di categoria nel 2002 e, nel 2004, divenne commissario tecnico degli Springbok, con i quali si aggiudicò il Tri Nations di quell'anno.
Alla Coppa del Mondo di rugby 2007 condusse il Sudafrica attraverso sette vittorie in altrettanti incontri; di rilievo la vittoria per 36-0 sui campioni uscenti dell'Inghilterra durante la fase a gironi; lo stesso avversario fu incontrato in finale, anche se la vittoria fu più contenuta nel punteggio, 15-6.
Dopo la vittoria in Coppa del mondo White lasciò l'incarico e si dedicò a incarichi di consulenza tecnica per vari club; nel 2011, tornato alla conduzione, ha firmato un impegno quadriennale con la franchise australiana dei Brumbies, formazione di Canberra che milita nel Super Rugby, a partire dall'edizione 2012 di tale torneo.
Nel 2007 diede alle stampe la sua autobiografia, In Black and White: The Jake White story, uscita nel novembre di tale anno.

## Palmarès
- Coppe del mondo: 1
Sudafrica: 2007
- Challenge Cup: 1
Montpellier: 2015-16
- Super Rugby Unlocked: 1
Bulls: 2020